# René Fontaine (homme politique)
Pour les articles homonymes, voir René Fontaine.
Jacques Noe René Fontaine  (5 novembre 1933-17 mars 2012) est un homme politique provincial canadien de l'Ontario. Il sera ministre dans le cabinet de David Peterson.

## Biographie
Né à Harty, il étudie à l'Université d'Ottawa. Il sera ensuite propriétaire d'une scierie à Hearst.

## Politique
Conseiller municipal de la ville de Hearts de 1963 à 1966, il sert comme maire de cette ville de 1967 à 1980. En 1977, il déclare Hearst comme une ville bilingue.
Élu député du libéral de la circonscription de Cochrane-Nord en 1985, il devient ministre des Affaires du Nord et des Mines (en). En octobre 1985, le ministre devient ministre du Développement nordique et des Mines.
En juin 1986, le député de l'opposition Andy Brandt (en) dévoile que Fontaine n'a pas divulguer la possession de 17 000 actions de la minière Golden Tiger qui opère des mines en Ontario et au Québec. Reconnaissant sa faute face à ce possible conflit d'intérêts, il démissionne de son poste de ministre et de son siège de député le 26 juin. Se représentant à sa succession et profitant de l'absence de candidat progressiste-conservateur et néo-démocrate, Fontaine est facilement réélu face à plusieurs candidats mineurs. Il est ensuite immédiatement renommé au cabinet.
Réélu en 1987, il conserve son poste de ministre jusqu'en août 1990. Il ne se représente pas lors des élections de 1990.
L'Aéroport municipal René Fontaine de Hearst est nommé en son honneur.